# Brasiliens historia
Brasiliens historia börjar med ankomsten av de första urbrasilianer för mer än 8 000 år sedan. Vid slutet av 1400-talet var hela det område som i dag kallas Brasilien bebott av halvnomadiska stammar som livnärde sig på jakt, fiske, samlande och jordbruk. Området blev en portugisisk koloni efter att Pedro Álvares Cabral upptäckt kontinenten 1500, men något intresse för kolonin visades inte förrän 1530. Då delades Brasilien in i 15 provinser, i ett slags feodalt system, som dock misslyckades. Arbetsbrist rådde, och man började därför föra en slavhandel. Mellan 1550 och 1855 kom omkring 4 miljoner svarta slavar till Brasilien. Kyrkan var i regel emot att förslava urbrasilianerna, men inte afrikaner. På 1690-talet hittade man guld i Minas Gerais, vilket blev starten på en portugisisk guldrusch. 1763 blev Rio de Janeiro huvudstad.
1807 flyttade hela det portugisiska hovet på 10 000–15 000 personer till Brasilien, efter att Napoleon I invaderat Portugal. Brasilien öppnade upp sina hamnar, och man började föra en handel med främst Storbritannien. 1815 ingick Brasilien i en union med Portugal, och blev av med kolonistatusen. Cortes krävde dock tillbaka kungen till Portugal, och Brasilien fick tillbaka kolonistatus. Självständighet utropades dock 1822 med Peter I som kejsare, efter att Peter hade sagt att alla portugisiska trupper var fiender. 1825 erkände Portugal självständigheten. Monarken avskaffade 1888 formellt slaveriet vilket ogillades av några av de mycket förmögna landägarna. Monarkin störtades därför och republik infördes 1889. Efter en militärkupp 1964 tog militären makten och styrde landet till 1985 då demokratiska val åter kunde hållas. Idag är landet en republik med folkvald president.

## Förhistoria
Sedan urminnes tid har det bott urbrasilianer i vad som i dag är Brasilien. Det är ovisst när de kom till Sydamerika men när de första européerna dök upp levde de som samlare och jägare i ett stenålderssamhälle. Sammanlagt uppgick de till minst 2 miljoner människor.

## Européernas upptäckt av Amerika

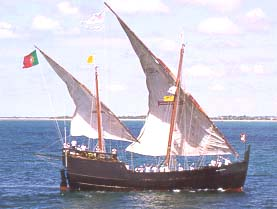
Replik av portugisisk karavell

Under 1400-talet inleddes en era av upptäcktsresor av portugisiska fartyg. I Västeuropa hade man lärt sig den avancerade teknik som gjorde det möjligt att färdas på det öppna havet - kunskap om navigering, astronomi, kompass och färdighet att bygga fartyg kraftiga nog för långfärder. Karavellen som började användas på 1440-talet var en fartygstyp som var stor nog att klara hårt väder och kunde ta med artilleri både som hot och som försvar.
Karavellen gjorde det möjligt att mer systematiskt korsa Atlanten. Norska vikingar hade tagit sig via Grönland till Newfoundland och stannat där en vinter men detta var förmodligen inte känt på 1400-talet. Legenden om Sankt Brendan berättar hur denne munk korsade Atlanten i en liten båt och kom till ön Hy Brasil. Denna legend var välkänd och på en karta från 1367 finns flera öar med namnet Brasil i Atlanten. Under 1400-talet hade Portugal börjat bedriva handel med riken i Västafrika och 1488 hade Bartolomeu Diaz rundat Godahoppsudden. Det var väl känt att jorden var rund och 1492 hade Christoffer Columbus fått Spaniens uppdrag att finna sjövägen över Atlanten till Indien och Kina. 1498 seglade Vasco da Gama runt Afrikas sydspets och inledde handel med Indien. Spanien kom genom Tordesillasfördraget överens med Portugal om att dela upp världen i två med en gränslinje 370 leguas väster om Kap Verdeöarna. Nyupptäckt land väster om denna linje skulle tillhöra Spanien. Det skulle dock visa sig att gränslinjen gick strax öster om Amazonflodens mynning och fördraget gav Portugal rätten till en lång bit av Sydamerikas östkust.
I mars 1500 lämnade en portugisisk handelsexpedition Lissabon under ledning av Pedro Alvarez Cabral för att segla till Indien. Av okänd anledning hamnade flottan för långt västerut och den 21 april 1500 siktades land. Efter att under nio dagar utforskat kusten och mött urbrasilianer återvände ett skepp till Portugal med nyheten medan resten av expeditionen fortsatte mot Indien. Förutom tillfälle att omvända dessa människor till kristendomen verkade det inte finnas några ekonomiska skäl att kolonisera vad man trodde var en ö i Atlanten. Brasilianernas kontakt med européerna ledde på sikt till att deras samhälle slogs sönder. Från Europa kom sjukdomar som mässling och förkylning och 1562-1563 dog ett mycket stort antal urbrasilianer i en epidemi.

## Kolonisering

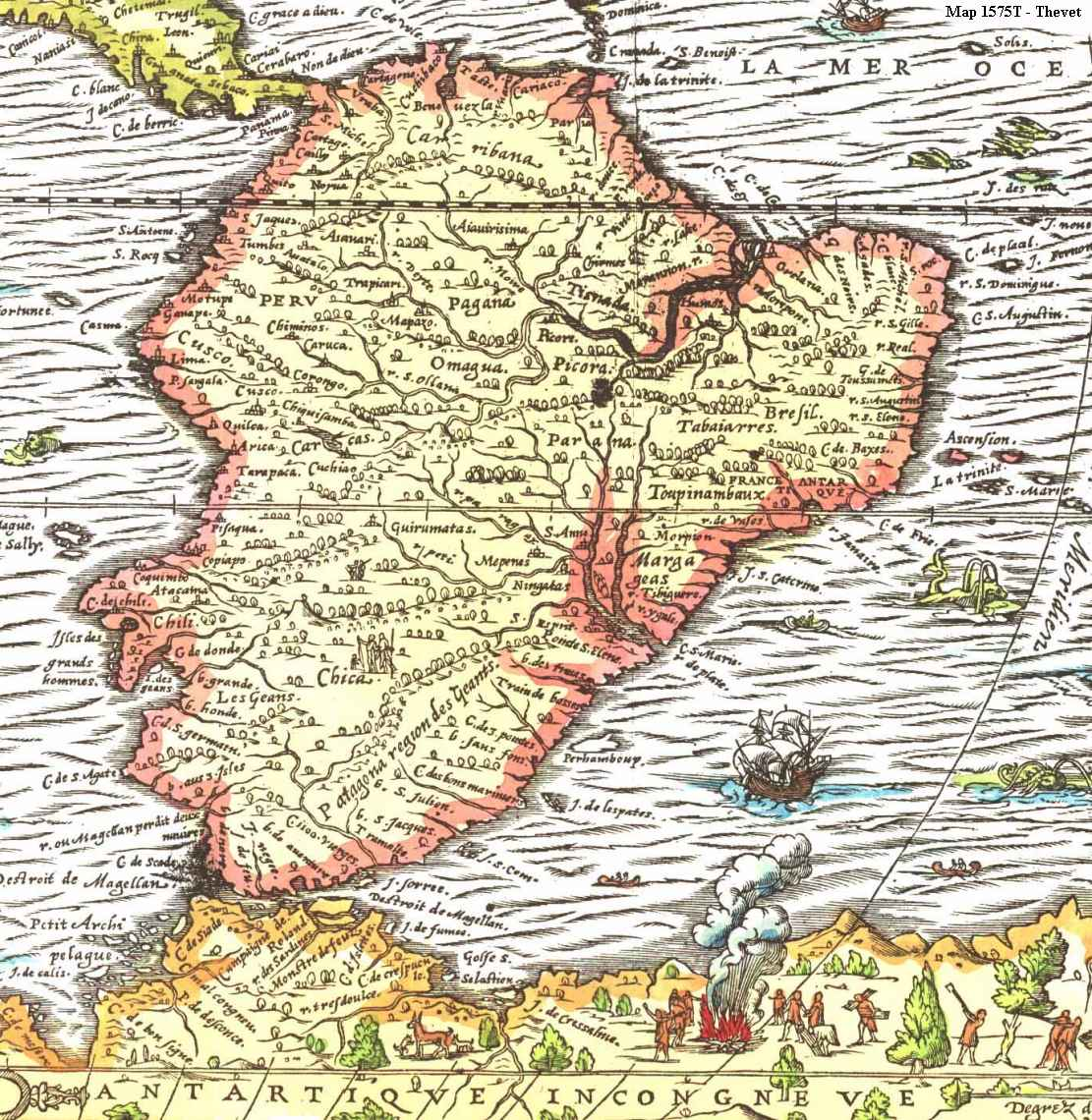
Karta över Sydamerika 1575.

Handeln började dock sakta och man hittade bland annat ett hårt träslag, bresiljeträ, ur vilket kunde utvinnas ett rött färgämne. Bresiljeträd fälldes av urbrasilianer som använde det i byteshandeln med portugiserna mot knivar och tyger. Det dröjde ända till 1530 innan Portugal började visa något intresse för sin koloni. Frankrike erkände inte Tordesillasfördraget utan ansåg att den som kontrollerar ett område har rätt till det. En expedition ledd av Martim Afonso de Sousa fick i uppdrag att patrullera kusten och utforska området. Franska skepp hade börjat handla med urbrasilianer och kung Johan III av Portugal var tvungen att ta ett starkare grepp kring kolonin för att inte förlora den. Han delade in Brasilien i 15 provinser som var och en skulle styras i ett slags feodalt system. Systemet misslyckades dock av flera skäl.
1549 fick Brasilien sin förste guvernör, Tomé de Sousa. Han byggde Brasiliens första huvudstad, Salvador. Koloniseringen gick långsamt. Den stora tillgången på jordbruksmark gjorde det möjligt att skapa stora gårdar men det var svårt att finna arbetskraft och därför tog man till tvångsarbete. När det visade sig omöjligt att tvinga urbrasilianerna att arbeta började man importera människor från Afrika. Redan när portugiserna började handla med Västafrika under 1400-talet hade de kommit i kontakt med nationer som sålde slavar. I Afrika fanns det folk som sysslade med gruvhantering och boskapsskötsel och kunde anpassa sig till situationen i Brasilien. Svarta slavar kunde heller inte, till skillnad från urbrasilianerna, fly till skogs. Mellan 1550 och 1855 kom cirka fyra miljoner svarta slavar till Brasilien.
Kyrkan och religiösa ordnar var ofta motståndare till att förslava urbrasilianerna men däremot inte att förslava afrikaner. Benediktinerna ägde själva massor av afrikanska slavar och menade att det var bättre för afrikanerna att vara döpta och befinna sig i ett kristet land än i Afrika. Slavhandeln var mycket lönsam, både för köpare och säljare. Priset för en slav arbetade slaven in på 2-3 år, betydligt snabbare än att vänta 10-12 år på att en slav född i Brasilien skulle växa upp. Portugiserna hade lärt sig att odla sockerrör på Azorerna och Madeira och från 1530-talet började de plantera sockerrör och bygga sockerbruk i nordöstra Brasilien, särskilt i Pernambuco och Bahia. Från 1570 började man använda sig av afrikanska slavar.
Efter att den spanske kungen Filip II valdes till Portugals kung 1580 sattes Tordesillas-fördraget ur spel och portugisiska kolonisatörer sökte sig allt längre bort från kusten. När Holland och Spanien hamnade i krig med varandra var det ofta Portugal och dess kolonier som fick ta stöten. 1604 plundrades Salvador och under 1620-talet kunde de ockupera Salvador, Bahia, Rio de Janeiro och Recife. Under den här tiden blev det svårare att importera slavar från Afrika och trycket ökade på urbrasilianer som kidnappades och tvingades arbeta på sockerrörsfälten. Efter 1650 lärde sig holländare, fransmän och engelsmän att odla sockerrör i Västindien och bröt Brasiliens dominans.
Under 1690-talet hittades guld i vattendragen i Minas Gerais. Detta gav upphov till en guldrusch och från Portugal kom massor av kolonisatörer. 1730 hittades även diamanter. Området döptes till Minas Gerais, "de allmänna gruvorna" och landet fick sina första betydande bosättningar i inlandet. Nordosts ekonomiska tyngdpunkt togs över av sydost och 1763 blev Rio de Janeiro huvudstad.
Jesuiterna hade kommit till Brasilien och grundade São Paulo 1553. De ägde stora landområden, gav urbrasilianerna undervisning och missionerade. 1759 utvisades alla jesuiter ur Portugal och dess kolonier. Vad gäller Brasilien ville man dels ta kontroll över marken, dels gillade man inte att jesuiternas områden styrdes mer eller mindre autonomt bortom kolonialmaktens kontroll.

## Självständighet
När Napoleon I:s trupper invaderade Portugal i november 1807 bestämde regenten, kronprins Johan att hela hovet, 10 000-15 000 personer, skulle flytta till Brasilien. Hela byråkratin åkte med: ministrar, höga domare, officerare, biskopar med familjer. Regenten avskaffade det kungliga handelsmonopolet och öppnade Brasiliens hamnar för vänligt sinnade länder - i praktiken Storbritannien. Kronan var beroende av Storbritannien för att kunna befria Portugal och den brittiska örlogsflottan skyddade Brasilien från angrepp. Frihandeln gynnade både Brasilien och Storbritannien - men på Portugals bekostnad. Hovets placering i Brasilien ledde också till ett uppsving för konst, kultur, upplysning och de sköna konsterna där. Johan VI inledde dock ett impopulärt krig vid den södra gränsen och tvingades av Storbritannien att införa vissa begränsningar av slavhandeln. Från slutet av 1700-talet hade Storbritannien gjort en omsvängning vad gäller synen på slavhandeln och inskränkningarna gjorde slavägarna i sockerindustrin besvikna på kungen. Att Rio de Janeiro fylldes av portugiser ledde till en motreaktion. I Pernambuco i nordöstra Brasilien kände många sig hotade av portugisernas ökande inflytande och uppror utbröt. Upproret slogs ned snabbt.
Efter att Portugal befriats stannade kungen ändå kvar i Brasilien. 1815 ändrade kungen Brasiliens ställning från koloni till ett kungadöme i union med Portugal (ungefär som Österrike-Ungern). 1820 utbröt det ett uppror i Portugal, delvis inspirerat av upplysningstidens idéer. Skälen var flera: ekonomin var dålig som en följd av att handelsmonopolet avskaffats. Det var också ett uppror mot att utlänningar styrde landet: den brittiske fältmarskalken Beresford ledde det styrande rådet och brittiska officerare hade befälet över Portugals armé. Upproret spred sig till Brasilien. En stridsfråga var om kungen skulle återvända till Portugal. En portugisisk fraktion krävde att Brasilien åter skulle underordna sig Portugals överhöghet medan en brasiliansk fraktion krävde det motsatta.

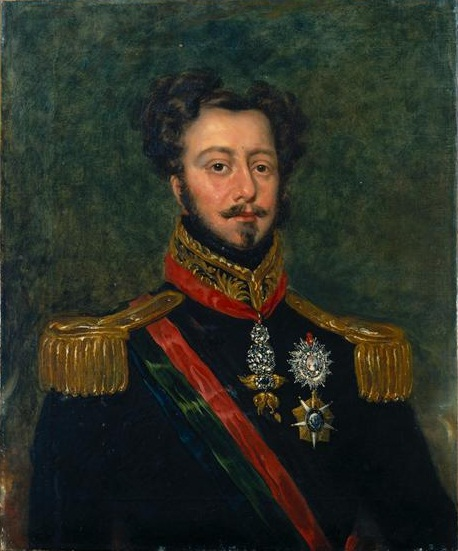
Peter I av Brasilien

I Portugal krävde cortes i januari 1821 att kungen skulle återvända till Portugal och gjorde Brasiliens provinser direkt underställda Lissabon istället för Rio de Janeiro. Kungen lämnade Brasilien i april 1821 eftersom han var rädd att förlora tronen men lämnade kvar kronprins Peter. Under hösten fortsatte cortes med lagar som gjorde Brasilien till en koloni istället för kungadöme och skickade dit mer trupper. All brasiliansk export skulle återigen gå över Portugal. Inflytelserika grupper i Brasilien som förut diskuterat ökad autonomi för Brasilien började diskutera självstyre. I september 1821 bestämde cortes att de viktigaste ministerierna skulle flyttas tillbaka till Lissabon och krävde åter att kronprinsen skulle inställa sig i Portugal. Den 13 maj 1822 förklarade kronprinsen att han till evig tid skulle försvara Brasilien och lät inkalla en konstituerande församling för att skriva en konstitution och alla statliga tjänstemän fick svära på att stödja kungadömet och Brasiliens självstyre. I augusti 1822 förklarade kronprinsen att portugisiska trupper skulle behandlas som fiender. Den 7 september 1822 fick han ännu ett bud att han skulle återvända till Portugal men enligt historien slet kronprinsen av sig det portugisiska blåvita bandet från sin uniform, drog sitt svärd och förklarade trotsigt: "Independência ou morte", självständighet eller död. Med hjälp av tullintäkter kunde kronprinsen utrusta en armé och en flotta på nio skepp. Dessa trupper anfördes av den brittiske amiralen Thomas Cochrane, 10:e earl av Dundonald som lyckades driva ut de portugisiska trupperna utan större strider. Mot denna självständighetsförklaring hade Portugal inte mycket att sätta emot och 1825 erkände Portugal formellt självständigheten.

## Kejsardömet

Kejsardömets flagga 1822-1889.

Det självständiga Brasiliens första politiska stridsfråga gällde konstitutionen. Kejsar Peter I hade tillsatt en konstituerande församling och det utkast som hade skrivits skulle begränsa kejsarens makt genom att denne inte skulle kunna upplösa parlamentet och inte ha absolut veto. Kejsaren upplöste den konstituerande församlingen och lät den 25 mars 1824 genomdriva ett eget förslag till konstitution. Inspirerad av den franske statsvetaren Benjamin Constant delades statsmakten upp i lagstiftande, exekutiv, dömande och modererande. Kejsarens ministrar, som tog hand om den exekutiva makten, skulle sköta det dagliga arbetet medan kejsaren endast skulle sköta större frågor och stridsämnen. Kejsaren skulle då avgöra vad som var i nationens intresse, kunna stoppa lagförslag i parlamentet och till och med kunna upplösa det. Katolicismen blev statsreligion och kejsaren gavs rätten att utdela adelstitlar. Rösträtten var kopplad till förmögenhet och inkomst. Fram till 1882 fick analfabeter rösta, däremot inte kvinnor.
Efter självständigheten ökade importen av slavar från Afrika kraftigt: från 32 700 personer per år 1811-1820 till 43 100 personer per år 1821-1830. Dessa slavar fick i första hand arbeta på de stora kaffeplantagerna. Genom fördrag med Storbritannien lovade Brasilien att förbjuda all import av slavar från 1830. I sak fick dock detta förbud ingen betydelse förrän senare.
Missnöjet i nordost flammade upp igen i en ny revolt och anförda av Pernambuco utropade fem av provinserna självständighet i en konfederation den 2 juli 1824. Upproret slogs dock ner hårt i november med hjälp av armén anförd av amiral Thomas Cochrane och de ledande upprorsmakarna dömdes till döden.
I december 1825 utbröt krig mellan Brasilien och Argentina. Regeringen mobiliserade värnpliktiga men tvingades också betala för utländska legosoldater men kriget slutade ändå med nederlag för Brasilien. Vid fredsavtalet bildades det självständiga Uruguay. Den dåliga ekonomin gjorde att missnöjet riktades mot kejsaren. Efter upplopp i Rio de Janeiro och ett fientligt inställt parlament tvingades han avgå den 7 april 1831 till förmån för sin son, den då femåriga Peter.
Under 1831-1840 styrdes Brasilien av en förmyndarregering. Regeringen gav makt åt den lokala förvaltningen i provinserna. Istället för att minska missnöjet blev det dock paradoxalt så att oroligheterna ökade när provinserna fick mer makt. Skälet är att olika grupper i provinserna började slåss med varandra när den lokala nivån fick mer inflytande. Runt om i landet utbröt uppror av olika grupper: republikaner, rojalister, fattiga, svarta. Flera gånger utropade upprorsmakarna självständiga republiker innan upproren slogs ned. För att få slut på upproren och splittringen röstade parlamentet 1840 för att utnämna den 14-årige kronprinsen till kejsare och därigenom centralisera makten igen. Den 18 juli 1841 besteg kronprinsen tronen och fick namnet Peter II.

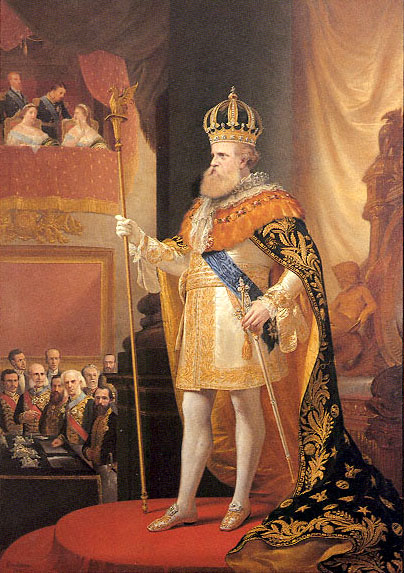
Peter II.

Under 1840-talet centraliserades makten åter. Förmyndarregeringen hade skapat ett nationalgarde där soldaterna valde officerare men dessa val avskaffades snart. Under decenniet inträffade flera liberala upplopp och uppror där människor krävde jordreformer, federalism, begränsning av kejsarens makt och införande av allmän rösträtt. Upproren inspirerades av revolutionerna i Europa 1848.
Konstitutionen ändrades så att ett visst mått av parlamentarism infördes. Kejsaren utsåg en premiärminister som i sin tur utsåg ministrarna. Denna regering behövde parlamentets, deputeradekammarens, stöd men kejsaren kunde upplösa parlamentet om han ansåg det nödvändigt. Detta system innebar att liberaler, luzias, och konservativa, saquaremas, kunde turas om att inneha regeringsmakten, vilket innebar en för Sydamerika sällsynt stabilitet.

### Relationer med omvärlden
Brasiliens granne i söder, Argentina, kännetecknades av politisk instabilitet där kampen gällde hur mycket inflytande Buenos Aires skulle ha i landet. Argentinas norra provins Paraguay vägrade att underordna sig Buenos Aires och som svar blockerade den argentinska regeringen tillfarten via Río de la Plata. Paraguays ledare José Gaspar de Francia svarade på det genom att med diktatoriska medel skapa ett land som påminde om Albanien under efterkrigstiden: isolering utåt, ett statsägt lantbruk och byteshandel istället för en pengaekonomi.

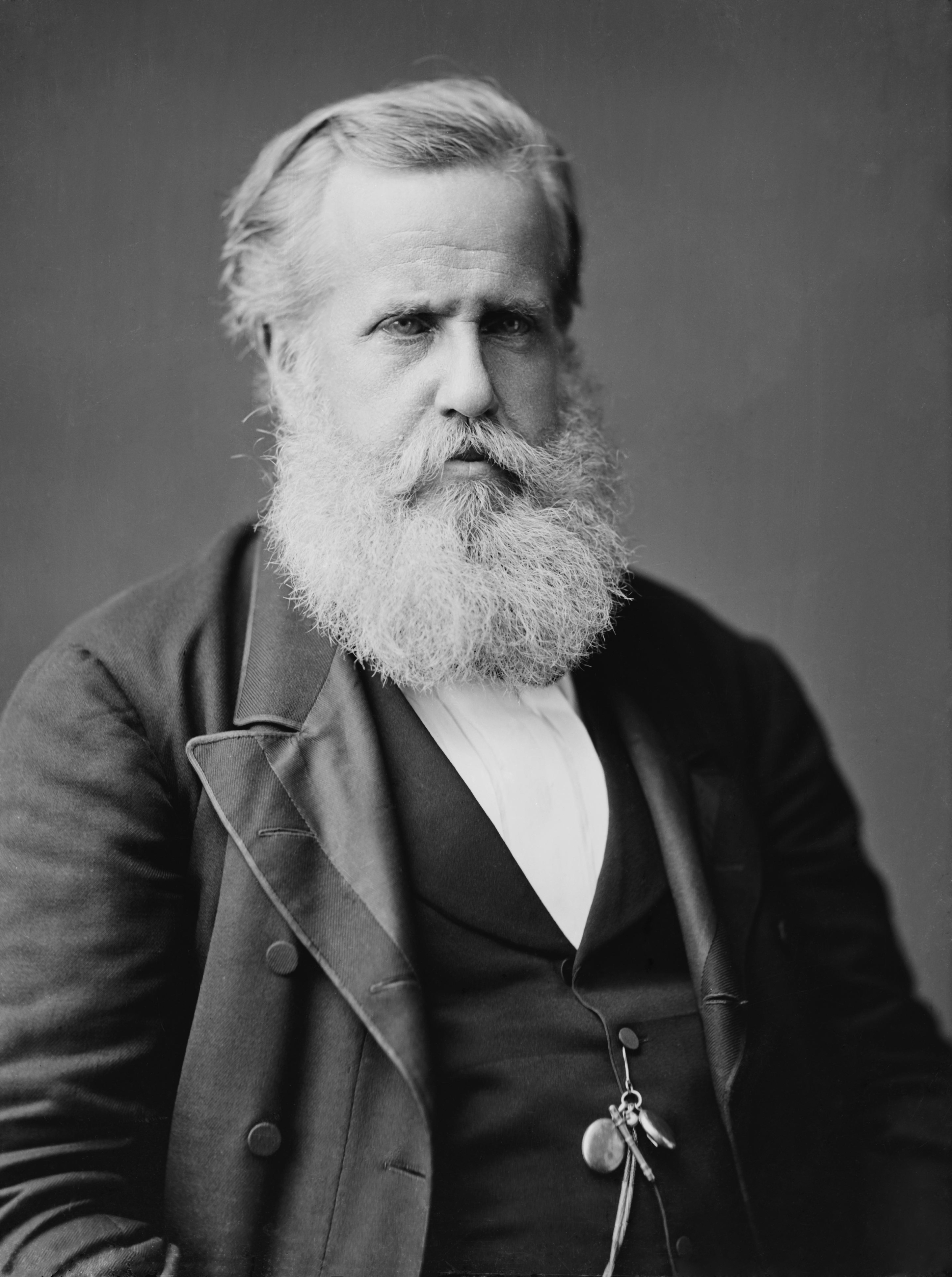
Foto av Peter II.

När Brasilien invaderade Uruguay i september 1864 (se Uruguayanska kriget) tolkade Paraguays diktator Francisco Solano López detta som att Brasilien hade slagit in på en expansionistisk politik som hotade Paraguay. Efter några incidenter anföll Paraguay Brasilien den 23 december 1864 genom att invadera provinsen Mato Grosso. López bad också Argentina om tillstånd att låta förstärkningar transporteras över argentinskt territorium för att därigenom kunna anfalla brasilianska trupper i Uruguay och provinsen Rio Grande do Sul. Argentina vägrade detta och i mars 1865 inleddes trippelallianskriget när Paraguay förklarade krig mot Argentina. Brasilien, Argentina och den probrasilianska marionettregeringen i Uruguay hade då ingått en allians. Men Paraguay var väl rustat och hade 64 000 soldater plus en reserv medan alliansen endast hade 27 000 soldater när stridigheterna bröt ut. Flera hårda slag utkämpades och det dröjde till januari 1869 innan Paraguays huvudstad Asunción kunde intas. Den 1 mars 1870 dödades López i strid och kriget var slut.

### Slavhandel
Efter påtryckningar från Storbritannien förbjöds till slut slavhandeln i september 1850. Från brittisk sida var det klart att man tänkte ta till våld för att stoppa skepp som transporterade slavar, borda misstänkta skepp och blockera hamnar som tog emot dessa. Regeringen hade ingen möjlighet att försvara sig mot detta, dessutom behövde man stöd från Storbritannien för att försvara sig mot Argentina. Dessutom hade stödet för slavhandeln minskat. Många jordägare hade skuldsatt sig för att köpa slavar från slavhandlare, som ofta var portugiser, och när dessa slavhandlare utvisades försvann också skulderna. Istället började regeringen uppmuntra immigration och till kaffefälten i söder kom nu immigranter från södra Europa. Kaffe planterades första gången 1727 och hade börjat odlas i stor skala i slutet av 1700-talet. Exporten ökade i takt med att medelklassen i USA och Europa började dricka kaffe i allt större utsträckning. Under 1820-talet kom 18 procent av exportintäkterna från kaffeexporten, under 1880-talet var det 61 procent.
Trots att slavhandeln hade stoppats 1850 (själva importen) var slaveriet i sig ändå kvar. 1871 bestämdes det att barn till slavkvinnor skulle vara fria, ehuru slavägarna kunde utnyttja dem som arbetskraft till 21 års ålder. Den politiska rörelsen för slaveriets avskaffande, abolitionismen, växte sig allt starkare under 1870-talet. Abolitionister hjälpte slavar att fly eller att göra uppror. Motståndet mot slaveriet var en följd av en allt starkare framstegstro: upplysning, liberalism, republikanism, sociala reformer. Alla goda gåvor kom från Europa och slaveriet var definitivt något icke-europeiskt. Stödet växte även i parlamentet som till slut röstade för ett avskaffande av slaveriet. I hennes fars frånvaro ratificerades lagen av kronprinsessan Isabel den 13 maj 1888.
1870 publicerades ett republikanskt manifest som blev början på en politisk kamp mot monarkin. Republikanism associerades med modernism, framsteg och sociala reformer. Stödet för monarkin i armén hade också minskat, särskilt bland de yngre officerarna. Efter kriget mot Paraguay hade arméns politiska inflytande ökat och officerare blev senatorer, guvernörer och parlamentsledamöter. En konflikt mellan statsmakten och den katolska kyrkan minskade kyrkans stöd för monarkin. När monarken avskaffade slaveriet (som sågs som modernt) 1888 beslöt rika landägare att de ville avskaffa monarkin. I november 1889 vände sig inflytelserika officerare mot den liberala regeringens politik och på morgonen den 15 november 1889 intog trupper anförda av fältmarskalk Deodoro da Fonseca krigsministeriet. Den åldrige kejsaren gjorde inte motstånd utan gick genast i landsflykt och Deodoro blev Brasiliens förste president.

## Den första republiken

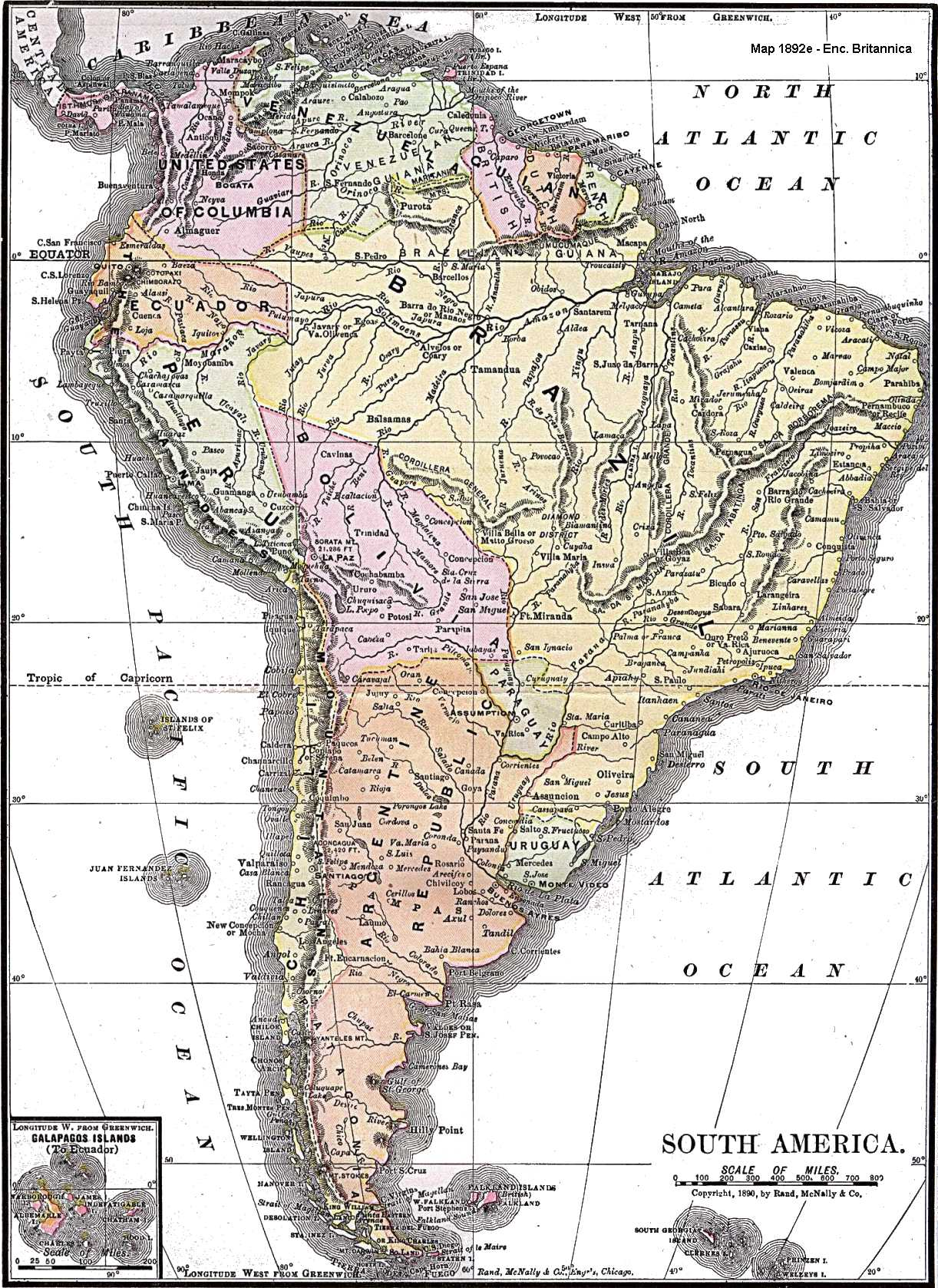
Karta över Sydamerika, 1892.

Det är oklart om Fonseca ville störta monarkin eller bara tvinga regeringen att avgå men kejsarens abdikation den 16 november ställde saken i ett helt nytt läge. Inom armén fanns ett utbrett stöd för en stark centralmakt men liberalerna lyckades kalla till en konstituerande församling som skulle skriva en ny konstitution. De mäktiga grupperna i provinser som São Paulo, Minas Gerais och Rio Grande do Sul ville ha en federal republik där provinserna fick ett stort mått av autonomi.
Den 1 februari 1891 började den nya konstitutionen gälla. Den var inspirerad av USA:s författning och gjorde Brasilien till en federal stat. Provinserna blev delstater som fick rätt att sätta upp egna militära styrkor. Kejsaren ersattes av en president som valdes för fyra år i taget. Parlamentet var som förut uppdelad i Deputeradekammaren och Senaten men senatorerna var inte längre valda av kejsaren på livstid utan varje delstat valde tre senatorer. Rösträtten blev allmän för alla invånare över 21 år med undantag för analfabeter, hemlösa och värnpliktiga. Formellt sett fick kvinnor rösta men det var underförstått av kvinnor inte skulle använda sig av rösträtten. I praktiken var den allmänna rösträtten en fiktion och bara några få procent av befolkningen deltog i valen.
President Fonseca fick redan från början svårt att samarbeta med parlamentet och avgick därför den 23 november 1891.
Delstaternas nya inflytande gjorde något som i facklitteraturen brukar kallas patron-klient-förhållanden tydligt. Resurssvaga personer stöder någon starkare part i valen i utbyte mot ett jobb, skolplats, sjukhusbädd eller någon förmån. Det fanns ingen valhemlighet och valfusk var det normala: vallängder förfalskades, döda och utlänningar fick rösta om de röstade på "rätt" kandidat osv. I delstaterna styrde någon inflytelserik familj och de mest inflytelserika delstaterna São Paulo och Minas Gerais turades om att inneha presidentämbetet. Förenklat kan man säga att inrikespolitiken styrdes av kaffet och mjölken som var de två delstaternas främsta produkter. Under den här perioden stod kaffet för 60 procent av exportinkomsterna och en stor del av den utländska valuta som krävdes för importen och att betala av utlandslånen.
Under åren 1896 och 1897 inträffade en rad händelser som ledde till improduktiva plantager och arbetslöshet. En messianistisk rörelse under ledning av Antônio Conselheiro bosatte sig i Canudos i nordöstra delen av Brasilien. Tusentals människor drog iväg till Canudos,  förenade i tron på en mirakulös räddning från klimatets härjningar och ekonomisk och social utslagning. Detta tolkades som att Canudos höll på att beväpna sig för att störta den republikanska regeringen och återinföra monarkin och krav ställdes från kyrkan och olika påtryckningsgrupper att åtgärder skulle vidtas mot Canudos. Fyra militära expeditioner skickades till Canudos vilket till slut ledde till en massaker av upp till tjugo tusen invånare och att alla 5200 hus (enkla hyddor) i lägret brändes. Fem tusen soldater beräknas ha dött i konfrontationerna.

### Kaffe
Under 1890-talet ökade kaffeproduktionen i delstaten São Paulo kraftigt vilket ledde till prisfall. Delstaten började med ett program för att köpa upp kaffe från kaffeproducenterna och lagra detta för att på så sätt hålla priserna uppe och 1908 togs programmet över av centralmakten. Samarbetet mellan delstaterna São Paulo och Minas Gerais fungerade fram till 1909 när samarbetssvårigheter dem emellan ledde till att den tredje mäktigaste delstaten Rio Grande do Sul fick inflytande.
Under perioden skedde en kraftig invandring av européer och asiater, 2 740 000 personer mellan 1887 och 1914. Immigranterna var främst italienare, portugiser och spanjorer men också japaner. Immigrationen ledde till en kraftig befolkningsökning för São Paulo - från 64 000 invånare 1890 till 239 000 invånare 1900. Orsaken är den industri som snabbt byggdes upp i São Paulo.

### Gummi
Under 1890-talet inträffade också en gummiboom i de inre delarna av Amazonas. Gummi kunde utvinnas ur träden och exporteras för att användas till gummidäck för cyklar och bilar. Boomen ledde till en kraftig tillväxt för städer som Belém och Manaus ända tills gummiboomen upphörde 1910 till följd av utländsk konkurrens.

### Migration
Befolkningsomflyttningen till städerna gjorde att det kunde uppkomma ett organiserat missnöje mot hur de jordägande oligarkierna använde statsmakten för att berika sig själva. Städernas medelklass ville ha ett samhälle där med regelrätta val, där konstitutionen respekterades och införandet av sociala reformer. Under 1920-talet blossade militärens missnöje upp i flera uppror, särskilt bland yngre officerare. En militärrevolt 1922 slogs snabbt ned men vid en ny revolt den 5 juli 1924 kunde upproriska militärer ta kontroll över São Paulo och behöll den fram till slutet av månaden. Inom armén fanns många som ville se en starkare centralmakt som kunde göra slut på korruptionen.
I mitten av 1920-talet var Artur Bernardes president. Statens ekonomi var dålig och för att kunna betala amorteringar och ränta på utlandslånen 1927 bestämdes att programmet för att stödja kaffeexporten skulle tas över av delstaten São Paulo istället för centralmakten.

### Oligarki
De två starkaste delstaterna hade alltså sett till att de turades om att inneha presidentposten. Men när president Washington Luís skulle utse sin efterträdare. utsåg han i strid med överenskommelsen en efterträdare, Júlio Prestes, från samma delstat som sig själv, São Paulo. De andra två delstaterna Minas Gerais och Rio Grande do Sul utsåg Getúlio Vargas som sin kandidat. Vargas främsta politiska stöd kom alltså från grupper som inte var kaffeproducenter. Mitt under presidentvalskampanjen skedde börskraschen på Wall Street som blev början på en kraftig konjunkturnedgång. Kaffeproducenterna, som redan hade det besvärligt på grund av det låga priset på kaffe, fick se hur kaffepriserna sjönk ytterligare. De krävde att det statliga programmet skulle återinföras men president Luís vägrade. Han ville försvara den fasta valutakursen men på grund av valutaflykt blev han till slut tvungen att släppa detta.
Eftersom presidentens makt vilade på stöd från delstaternas oligarkier som Luís inte ville stödja fann han sig vid presidentvalet stå helt ensam. Den 1 mars 1930 vann Prestes presidentvalet vilket skapade ett stort missnöje hos oppositionen. Båda sidor hade använt sig av valfusk, det var bara en fråga om proportioner. Den 26 juli mördades Vargas' vicepresidentkandidat João Pessoa och händelsen användes av oppositionen för att stärka missnöjet mot regeringen. Den 3 oktober 1930 utbröt uppror i Minas Gerais och Rio Grande do Sul och upproret spred sig snabbt till delstaterna i nordost. Den 24 oktober tvingade militärledningen i Rio de Janeiro president Luís att avgå. Med stöd av 3 000 soldater från Rio Grande do Sul kom Vargas till Rio de Janeiro, klädd i en bredhättad cowboyhatt som brukade användas av gauchos i södern för att symbolisera att makten hade övergått till södern som det hade varit tänkt. Vargas utsågs till president den 3 november 1930.

## Vargas-eran

### Estado novo

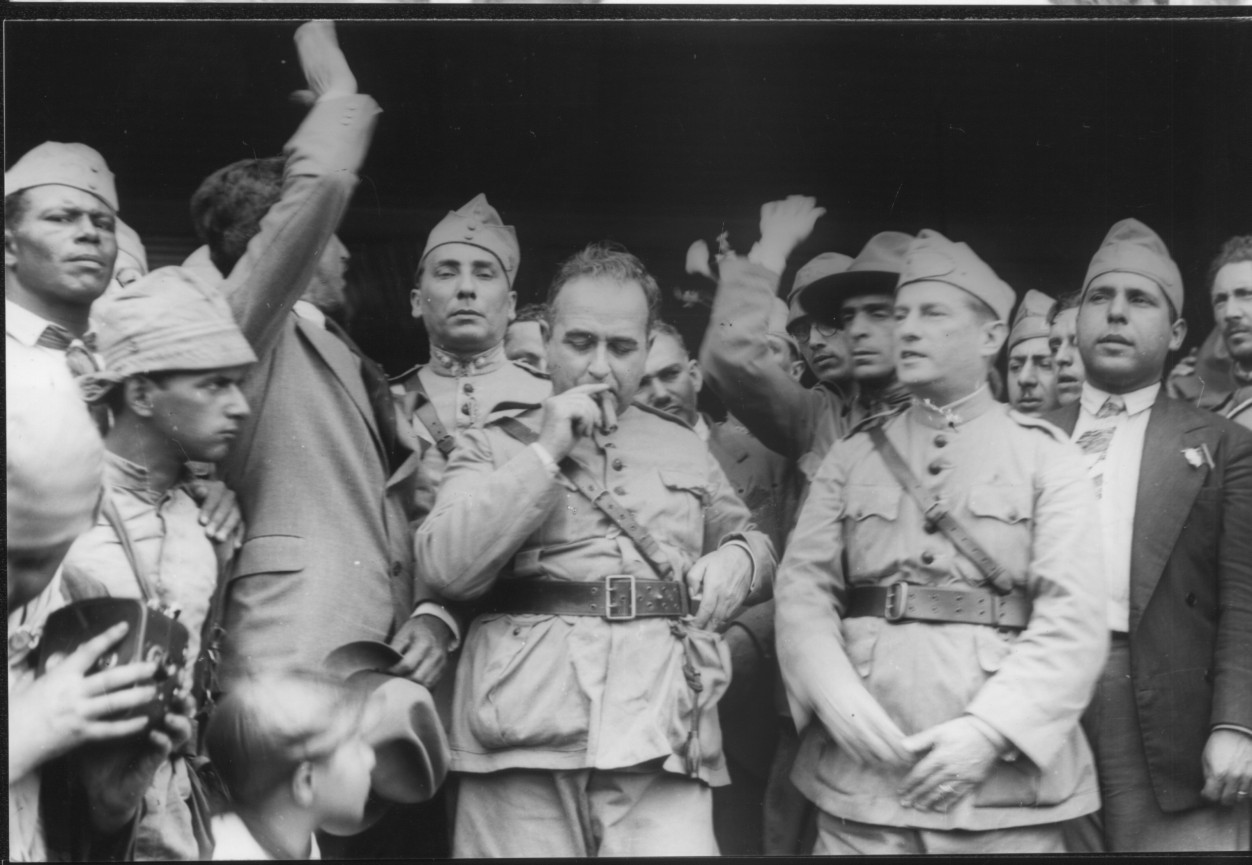
Getúlio Vargas i mitten med cigarr 1930.

Under presidentvalskampanjen hade Vargas krävt ett slut på det mäktiga inflytandet från kaffeproducenter och storjordbruken. Genom att förespråka sociala reformer och ett slut på den traditionella korruptionen kunde han räkna med stöd från den snabbt växande arbetarklassen och städernas medelklass. Han ville också skydda den brasilianska industrin genom importkvoter och tullavgifter.
Brasiliens största problem var, enligt Vargas, den federala strukturen. För de mäktiga delstaterna hade centralregeringen varit som ett frö för vinden och Vargas upplöste både det federala och de delstatliga parlamenten. Delstaternas valda guvernörer utbyttes mot "interventorer", landshövdingar, utnämnda av centralregeringen.
Vargas ville också ha ett mer differentierat näringsliv och uppmuntrade produktionen av bomull och gummi. Kaffeproducenterna förbjöds att utöka sina arealer men regeringen förband sig att köpa upp kaffe och förstöra det för att hålla priset uppe. Fram till 1944 förstördes 78,2 miljoner säckar kaffe motsvarande tre års världsförbrukning.
På arbetsmarknaden infördes arbetarskyddslagstiftning och semesterlagstiftning men regeringen tog också kontrollen över fackföreningarna bland annat genom att kräva att någon tjänsteman från arbetsmarknadsministeriet måste närvara vid en fackförenings alla möten för att inte föreningen skulle förklaras olaglig. Endast medlemmar i erkända fackföreningar fick ta del av semesterlagstiftningen och arbetsmiljöskydd.
I februari 1932 infördes allmän rösträtt, valhemlighet och det blev obligatoriskt att rösta.
Vargas hade ju störtat en regim som stöddes av delstaten São Paulo och där fortsatte motståndet mot den nya regeringen. Motståndarna bestod både av konservativa grupper som ville ha en återgång till den gamla ordningen och av liberaler som ville ha ett konstitutionellt styre. Den federala regeringen hade gång på gång utsett nya landshövdingar men det lokala missnöjet var så stort att dessa endast satt kvar en kort tid. Den 9 juli 1932 inleddes ett uppror i staden med hjälp av delstatsmilisen men upproret var över på tre månader. Även om upproret misslyckades insåg Vargas att han var tvungen att göra eftergifter åt den inflytelserika eliten i São Paulo. Den jordreform han utlovat 1930 inställdes och han efterskänkte delar av kaffeproducenternas bankskulder.
Olika totalitära ideologier hade fått fotfäste i Europa under 1920- och 1930-talen och det påverkade naturligtvis även Brasilien. Inte minst Salazars militärdiktatur i Portugal påverkade. 1932 hade Ação Integralista Brasilieira, AIB, bildats och sade sig förespråka integralism: nationalism, auktoritärt styre, antikapitalism med mera Integralisterna, ledda av Plínio Salgado, använde sig av symboler och militära hälsningar, hade en paramilitär organisation och den grekiska bokstaven Σ (sigma) som symbol. Deras propaganda var mycket lik den nazistiska. Integralisterna hade drag gemensamma med kommunisterna i det förbjudna kommunistpartiet, Partido Comunista Brasileiro (PCB), men trots det var grupperna mycket fientliga mot varandra och gatuslagsmål blev en vanlig syn under 1934.
Efter ett flertal strejker under 1934 och efter att kommunisterna 1935 förklarade sig beredda att störta regeringen såg sig denna ha skäl att förbjuda det kommunisterna närstående Aliança Nacional Libertadora (ANL). Ett halvår senare, den 23 november 1935, gjorde kommunisterna ett upprorsförsök i Rio Grande do Norte som slogs ned på några dagar. Parlamentet röstade senare igenom lagar som riktade sig mot kommunister och vänstern. En särskild kommission undersökte om statstjänstemän och andra på något sätt hade stött vänstern.
Konstitutionen tillät inte Vargas att ställa upp till en andra mandatperiod och flera kandidater hade anmält sig. Regeringens kandidat var transportministern José Américo de Almeida medan den främste motkandidaten var Armando de Salles Oliveira. Presidenten och hans närstående var inte förtjusta i någondera av kandidaterna. Mitt under presidentvalskampanjen avslöjades det att militärledningen hade fått tag på "Cohen-planen", den kommunistiska generalplanen för att starta ett uppror. I själva verket var det hela ursprungligen en idé från integralisterna men Vargas utnyttjade det för att få parlamentet att under 90 dagar förklara undantagstillstånd, de medborgerliga rättigheterna tillfälligt upphävda och presidentvalet inställt. Efter att ha försäkrat sig om stöd från flera guvernörer för en ny kupp sattes denna i verket av Vargas den 10 november 1937. I ett radiotal förklarade Vargas att presidentvalet var inställt och parlamentet upplöst.
Kuppen blev inledningen till en auktoritär regim, Estado novo. Olika grupper fick inte inflytande genom parlamentet utan genom att ha representanter i olika myndigheter, korporativism. Regimen stödde sig på medelklassen och industrin. Ett auktoritärt styre sågs som en förutsättning för en modernisering. Modernisering skulle uppnås genom att satsa på industri i brasiliansk ägo. Regimen satsade på importsubstitution både för att motverka att utländskt kapital försvann ur landet och för att stå beredda vid ett eventuellt världskrig. Genom en femårsplan skulle landet satsa på stålverk, oljeraffinaderier, vattenkraftverk, oljeutvinning med mera.
På arbetsmarknaden skärptes greppet över fackföreningarna ytterligare. En fackföreningsskatt infördes som alla, även icke-medlemmar, fick betala för att finansiera fackföreningarna men pengarna användes också som en kaffekassa för korrupta politiker som kunde berika sig själva. Det infördes också en arbetsdomstol och reglerad minimilön. Med all denna lagstiftning kunde Vargas framställa sig själv som arbetarnas beskyddare och 1-majdemonstrationerna användes för att uppvisa arbetarklassens stöd för honom.
Samtidigt förföljdes, arresterades, fängslades och torterades oppositionella såvida de inte lyckades fly utomlands.
Trots de fascistiska dragen hos Estado novo och att Tyskland var en av Brasiliens viktigaste handelspartners aktade sig Brasilien för att öppet stödja axelmakterna i andra världskriget. Fram till det amerikanska inträdet i kriget efter Pearl Harbor i december 1941 hade dock Vargas försökt rida båda hästarna samtidigt. När tyska ubåtar sänkte fem brasilianska handelsfartyg såg sig dock Vargas tvungen att förklara Tyskland och Italien krig i augusti 1942. Brasilien var det enda sydamerikanska land som skickade trupper till Europa. Den 25 000 man starka Brasilianska expeditionsstyrkan skickades för att delta i kriget i Italien.
Motsägelsen i att en fascistisk diktaturstat skickar trupper för att befria en annan fascistisk diktaturstat undgick inte oppositionen och utrikesministern Osvaldo Aranha gav sitt stöd åt tanken att återinföra ett demokratiskt styrelseskick igen. Samma önskan var också utbredd inom medelklassen. I februari 1945 lät Vargas därför upphäva presscensuren och utlyste presidentval till den 2 december 1945. Den populäre flyggeneralen Eduardo Gomes var liberala União Democrática Nacionals (UDN) kandidat medan armégeneralen och krigsministern Eurico Gaspar Dutra var det konservativa Partido Social Democráticos (PSD) kandidat.
Kommunistpartiet, PCB, hade nu blivit tillåtet och från Moskva kom order om att föra en folkfrontspolitik till stöd för regeringen. PCB stödde därför regeringen och Vargas. Vid demonstrationer krävde nu kommunister att presidentvalet skulle uppskjutas till dess en konstituerande församling valts och att Vargas därefter skulle kunna ställa upp som kandidat till presidentposten. Både liberalerna och militären antog på goda grunder att Vargas tänkte klamra sig fast vid makten ett bra tag till. När Vargas tillsatte sin egen bror Benjamin Vargas som polischef i huvudstaden sågs det som ännu ett bevis för att Vargas inte tänkte släppa taget. General Góes Monteiro mobiliserade sina trupper i huvudstaden den 25 oktober 1945 och tvingade Vargas att avgå med omedelbar verkan.

### Dutras interregnum
Presidentvalet hölls som planerat i december 1945 och vanns av PSD:s Dutra med 55 procent av alla röster.
Det hölls även val till deputeradekammaren och till senaten och 1946 inleddes arbetet med att ge Brasilien en ny konstitution. Påtryckningar från den katolska kyrkan och konservativa ledde till lagar som innebar att äktenskap inte kunde upplösas genom skilsmässa. Vad gäller fackföreningarna blev de även fortsättningsvis hårt styrda. Fackföreningsskatten blev kvar och strejker på arbetsmarknaden tilläts i princip men undantagen var så omfattande att nästan alla sådana kunde anses som samhällsfarliga. I maj 1947 förbjöds kommunistpartiet PCB och regeringen tog kontrollen över en stor mängd fackföreningar som ansågs vara motståndare till regeringen.
Bannlysningen av kommunisterna gynnade istället vänsterpartiet PTB, Partido Trabalhista Brasileiro. PTB stödde Vargas, som inte alls lämnat politiken utan istället blivit vald till senator för Rio Grande do Sul. Han reste runt i landet för att bygga upp ett stöd för sig själv, och anpassade sitt budskap efter åhörarna. För industriarbetare i São Paulo höll han tal om ökat anställningsskydd, för industriägare talade han om ökad satsning på industrin.

### Vargas återkomst
Vargas såg till att få stöd från inflytelserika grupper - militären, inflytelserika senatorer och inflytelserika politiker inom PSD och PTD. Vid presidentvalet den 3 oktober 1950 vann Vargas med 48,7 procent av rösterna. På andra plats kom liberalen Eduardo Gomes med 29,7 procent.
Efter att Vargas tillträdde den 31 januari 1951 satsade han på en politik som skulle främja en fortsatt satsning på industrin. Ett orosmoln för ekonomin var återigen inflationen. Det hade sakta ökat från 2,7 procent 1947 till i genomsnitt 13,7 procent årligen för åren 1948-1952 och 1953 uppgick den till 20,8 procent. Vargas utsåg sin gamle vapendragare Osvaldo Aranha till finansminister och denne såg till att växelkursen i Brasiliens valuta cruzeiros berodde på vad som skulle importeras eller exporteras. Bland annat fick kaffeexportörer en lägre kurs, "confisco cambial", och regeringen kunde använda mellanskillnaden för att satsa på industrin.
I mars 1953 utbröt det stora strejker i São Paulo och Vargas arbetsmarknadsminister João Goulart fick rycka ut. Goulart gick i stor utsträckning de strejkande till mötes och inflytelserika militärer och industriledare varnade för att Goulart var alltför radikal för deras smak. I februari 1954 ersattes Goulart när denne lovat att fördubbla minimilönen. Den 1 maj gick dock Vargas ut och offentliggjorde just en fördubbling av denna vilket många inom oppositionen såg som en bekräftelse på att Vargas hade glidit över till en radikal populism för att behålla makten. Vargas gjorde också uttalanden som tolkades av konservativa grupper som att Brasilien var på väg att distansera sig från USA.
En av Vargas hårdaste kritiker var journalisten Carlos Lacerda som i sin tidning Tribuna da Imprensa kritiserade Vargas för populism och krävde att denne skulle avgå. Lacerda hade varit kommunist men var nu glödande antikommunist och företrädare för oppositionspartiet UDN. Personer nära presidenten ansåg att Lacerda var ett politiskt hot mot Vargas. Den 5 augusti 1954 gjordes ett mordförsök på Lacerda. Denne lyckades dock undkomma med en skada i benet men Lacerdas livvakt, en flygvapenmajor, dödades. Polisen kunde snabbt hitta mördaren och knyta denne till Vargas personlige livvakt Gregório Fortunato. Frågan var om Fortunato hade handlat på presidentens order eller inte. Den 23 augusti publicerades ett manifest underskrivet av 27 generaler som krävde presidentens avgång. För presidenten verkade läget hopplöst när han varken hade stöd i parlamentet eller hos armén. Efter ett regeringssammanträdde på morgonen den 24 augusti återvände Vargas till sitt sovrum i presidentpalatset och begick självmord genom att skjuta sig i hjärtat. Han efterlämnade ett brev, "carta testamento", som slutade: Jag gav er mitt liv. Nu ger jag er min död. Ingenting återstår. Med lugn i sinnet tar jag det första steget på vägen till evigheten när jag lämnar detta liv för att gå in i historien.

## Framstegstro under Kubitschek
När nyheten om Vargas självmord kom ut utbrast snabbt upplopp och strejker till stöd för den politik han försökt föra. Både dagstidningar som stödde Vargas opposition anfölls och en uppretad folkmassa försökte tränga in på den amerikanska ambassaden. Vicepresident João Café Filho tog över och bildade en regering dominerad av UDN, det parti som tidigare kritiserat Vargas. Den nye presidenten gjorde klart att presidentval skulle hållas ett drygt år senare, den 3 oktober 1955.
Presidentvalet blev en match mellan Juscelino Kubitschek, stödd av Partido Social Democrático (PSD) och PTB som hade stått Vargas nära, general Juarez Távora, stödd av det konservativa UDN och vänsterpopulisten Ademar de Barros. Vid valet vann Kubitschek med 36 procent av rösterna, följd av Távora (30 procent), Barros (26 procent) och ledaren för de högerextrema integralisterna, Salgado (8 procent).

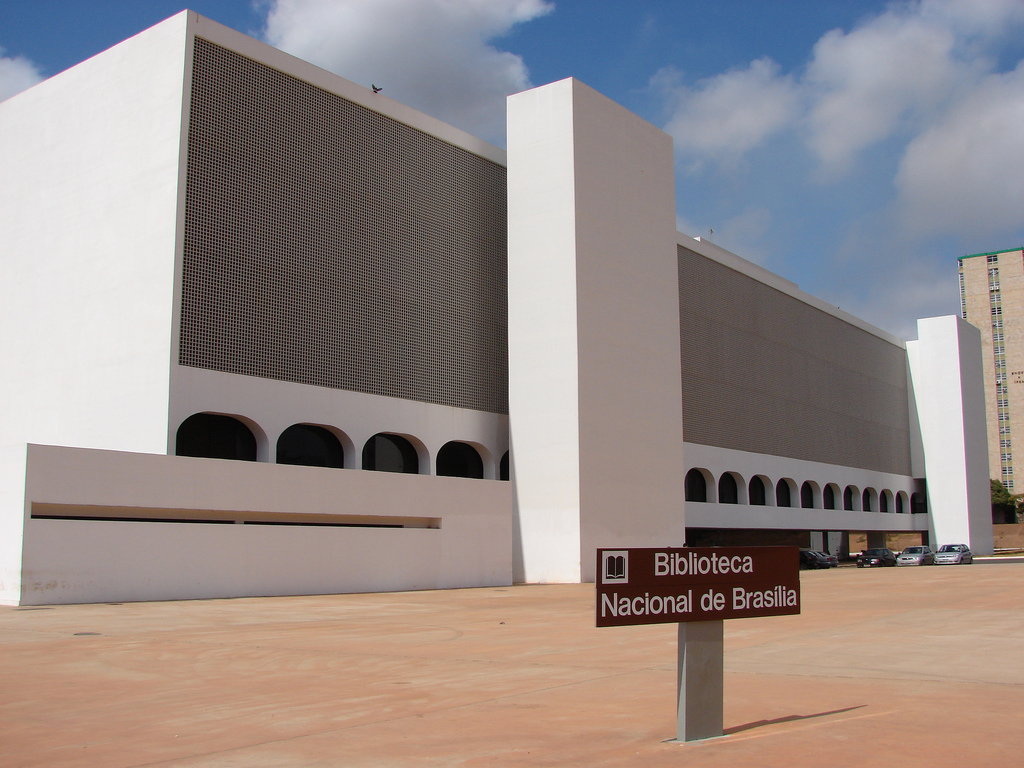
Nationalbiblioteket i Brasília, huvudstaden som började anläggas under Kubitscheks presidentperiod.

Kubitschek hade under valrörelsen lovat en rivstart med ytterligare satsningar på industrin och ekonomin, "Femtio års utveckling på fem". Efter sitt tillträde den 31 januari 1956 såg han till att ta in inflytelserika militärer i både regeringen och i statliga företag. Kubitschek hade ett valprogram med 31 punkter där det allra viktigaste var byggandet av en ny huvudstad: Brasília. Staden byggdes 100 mil från kusten på en högplatå 1 200 meter över havet på rekordfart. Efter att parlamentet godkänt planerna i september 1956 kunde invigningen ske den 21 april 1960.
Kubitschek satsade på företagsstöd till den brasilianska industrin men också på att få utländska investeringar till landet. Till São Paulo kom utländsk fordonsindustri som Willys Overland, Ford, Volkswagen och General Motors och byggde fabriker. Regeringen satsade också på stålverk, maskinverkstäder, infrastruktur med mera och mellan 1957 och 1961 växte Brasiliens BNP med sju procent om året. Optimism och framtidstro präglade Brasilien, inte minst efter landets seger i fotbolls-VM 1958 i Sverige.
Den kraftiga tillväxten satte dock fart på inflationen vilken nådde 39,5 procent 1959 ("50 års inflation på fem" enligt oppositionen). Statsbudgeten visade allt större underskott trots att investeringarna betalades genom att trycka pengar. Handelsbalansen blev allt sämre eftersom exportinkomsterna, som främst kom från råvaruexporten, låg stilla medan importen ökade kraftigt. Brasilien var 1958 tvunget att låna pengar från Internationella valutafonden (IMF). Kubitschek var dock tvungen att lägga fram ett åtgärdsprogram för att klara upp statsfinanserna men detta stötte på politiska problem - de nedskärningar som krävdes gick inte hem hos inflytelserika grupper och dessutom hade människor anpassat sig till en hög inflation. Inflationen gjorde det mycket förmånligt att låna till konsumtion. Medan människors inkomster räknades upp automatiskt med inflationen gjordes inte detsamma med skulder.
Kubitschek stod inför ett svårt vägval och han valde den enklaste utvägen - han drog tillbaka sitt åtgärdsprogram och inrikespolitiskt framstod han som den som hade stått upp för Brasilien trots påtryckningar från IMF (och därmed USA).

## Kaos med Quadros
Den 3 oktober 1960 var det återigen dags för presidentval. Konstitutionen tillät inte Kubitschek att ställa upp ännu en gång. Partido Social Democrático (PSD) och PTB gav sitt stöd åt den förre arméministern Henrique Lott och Ademar de Barros ställde upp igen med stöd från PSP. Men den märkligaste presidentkandidaten var Jânio Quadros som med stöd från UDN ställde upp med UDN:s partiledare Milton Campos som vicepresidentkandidat. Quadros budskap var populistiskt med enkla lösningar där han lovade bekämpa korruption och dåliga statsfinanser och som kampanjsymbol hade han en sopborste som symboliskt skulle städa upp i samhället. Han gav intryck av att vara en kandidat som kunde lösa problemen i samhället och vid valet vann han med 48 procent av rösterna.
Eftersom väljarna valde både president och vicepresident blev det dock så att Lotts parhäst, den vänsterradikale João Goulart, vann valet till vicepresident.
Efter sitt tillträde som president började Quadros förbereda ett nytt åtgärdspaket som kunde godkännas av IMF. I parlamentet saknade han dock stöd för att på allvar kunna ordna upp ekonomin och han var inte den sortens politiker som förhandlar. Det blev snabbt känt att Quadros inte brydde sig särskilt mycket om ens regeringssammanträden utan ägnade sin tid åt småsaker som att förbjuda bikinibaddräkter och tuppfäktning. För att visa sitt oberoende av USA lät han utdela en statsorden till Che Guevara när denne besökte Brasilien.
Kongressen dominerades av PTB och PSD samtidigt som presidentens löften om jordbruksreformer och hans utrikespolitik gjorde att han även förlorade stöd inom UDN. Vid presidentvalskampanjen hade Carlos Lacerda stött Quadros men Lacerda hade nu bytt åsikt. I ett radiotal den 24 augusti 1961 avslöjade Lacerda, nu guvernör, att denne blivit tillfrågad om han ville delta i en statskupp som Quadros tänkte genomföra. Dagen efter förklarade presidenten för kongressen att han tänkte avgå med omedelbar verkan. Quadros har aldrig velat ge någon riktig förklaring till varför han avgick. En teori är att Quadros såg sig som oumbärlig som president och chansade på att ett hot om avgång skulle ge honom befogenheter att driva igenom sitt ekonomiska åtgärdsprogram. I Frankrike hade president Charles de Gaulle lyckats driva igenom sin politik vid Algerietkrisen genom att hota med avgång och kanske ville Quadros göra samma sak.
Quadros avgång satte igång en konstitutionell kris. Enligt konstitutionen skulle Quadros efterträdas av den vänsterradikale vicepresidenten Goulart men det var väl känt att konservativa UDN och militären var ytterst misstänksam mot denne. Ministrarna för armén, flottan och flyget meddelade att de tänkte göra allt för att stoppa Goulart, som för övrigt just hade avslutat ett officiellt besök i Kina, från att bli president. Försvarsministrarna hade dock inte stöd från hela armén och man nådde en kompromiss med kongressen att Goulart skulle få tillträda men att posten som statsminister skulle skapas. Goulart kunde tillträda den 7 september 1961 men lovade att utlysa en folkomröstning för att återfå kontrollen.
Den snabba ekonomiska utvecklingen sedan mitten av 1950-talet hade inte gynnat hela samhället. Satsningen på industrijobb hade inte gynnat landsbygdsbefolkningen som hade fått se hur priserna steg mycket snabbare än sina inkomster. För att bekämpa fattigdomen på landsbygden hade bondeligor bildats. Landsbygdsbefolkningen hade tidigare inte varit någon grupp som de styrande hade behövt ta hänsyn till. Goulart drev igenom lagstiftning om minimilön, arbetstid och betald ledighet för lantarbetare.
Den kubanska revolutionen 1959 var ett föredöme för många inom vänstern. Det till vänster om det förbjudna kommunistpartiet, PCB, fanns det maoistiska PC do B, Partido Comunista do Brasil som med inspiration från Kuba ville genomföra en väpnad revolution. Hos vänstern fanns också marxistiska grupper som stod den katolska kyrkan eller studentrörelsen nära. På den politiska skalans andra sida fanns det konservativa UDN med nära band till polisen och militären. Bland högern fanns politiker som gärna talade om det "kommunistiska hotet" och tog emot ekonomiskt stöd från USA.
De ekonomiska problemen som både Kubitschek och Quadros lämnat därhän pockade återigen på uppmärksamheten. 1961 var inflationen 34,7 procent och utrikeshandeln visade underskott. I mars 1963 kom Brasilien överens med IMF och USA om hjälp men Goulart kunde inte få stöd i parlamentet för åtstramningar. Högern tänkte inte hjälpa presidenten, fackföreningarna accepterade inte lönesänkningar och vänstern ville inte stödja ett program som var dikterat av USA - detta trots att inflationen uppgick till 25 procent för de fem första månaderna 1963.
Inom militären hade stödet för en militärkupp växt alltmer. På landsbygden hade jordägare börjat beväpna sig samtidigt som egendomslösa börjat ockupera jord. I oktober 1963 bad presidenten kongressen att utropa undantagstillstånd under 30 dagar men detta avslogs. När oroligheterna på landsbygden fortsatte bestämde sig presidenten för att istället styra genom presidentdekret och därmed ställa kongressen åt sidan. För att ge eftertryck utfärdades de två första dekreten vid ett massmöte i Rio de Janeiro den 13 mars 1964. Det ena förstatligade privata oljeraffinaderier, det andra tillät att jordbruksmark exproprierades. Goulart förklarade också att han tänkte höja skatterna och ge rösträtt åt analfabeter och värnpliktiga.
Goularts dekret och löften var som ett rött skynke för de konservativa grupperna i samhället. I mars 1963 protesterade några tusen sjömän i flottan mot sina villkor; efteråt förklarade marinministern att sjömännen inte skulle straffas. Vad som till slut utlöste militärkuppen var när Goulart i ett TV-sänt tal uppmanade underofficerare att vägra lyda order från överordnade om de inte trodde att ordern var i landets bästa intresse.
Den 31 mars-1 april 1964 besatte militära styrkor regeringsbyggnaderna i Brasília och i Rio de Janeiro och politiker och fackföreningsledare arresterades. Goulart lyckades fly utomlands till Uruguay.

## Militärdiktaturen

### Den nationella säkerhetsdoktrinen
När militären, eller i första hand armén, tog över makten var det ingen enad officerskår som stod bakom. Förenklat kan denna delas in i en moderat gren och en mer hårdför. Den hårdföra gruppen misstrodde alla politiker och ansåg att endast en auktoritär regim kunde skydda Brasilien från radikala politiska strömningar. En mer moderat grupp ansåg att det var den populistiska politiken som hade fört Brasilien fel men att landet kunde räddas och demokratin återställas om man tog makten från vissa "oansvariga" och radikala politiker.
Efter Brasiliens medverkan i det andra världskriget hade det militära samarbetet mellan USA och Brasilien fortsatt. Brasilianska officerare fick vidareutbildning i militärhögskolor i USA, till exempel i konsten att bekämpa gerilla. Det uppkom en "nationell säkerhetsdoktrin" där USA skyddade det västra halvklotet från invasionsförsök medan arméerna i Latinamerikas länder aktivt bekämpade motståndare till den liberala demokratin i sina egna länder.
Det var officerare från den moderata gruppen som bildade regering efter kuppen. Den 9 april 1964 utfärdade de ett dekret som gav regeringen extraordinära befogenheter som att till exempel ändra konstitutionen, exklusiv rätt att besluta om statsutgifter och rätt att ta ifrån en medborgares politiska rättigheter under 10 år. Regeringens propositioner började gälla automatiskt om inte parlamentet inom 30 dagar röstade ned den. Efter att man låtit rensa ut vänsterpolitikerna ur kongressen valde UDN arméchefen, general Castelo Branco, till ny president.
Den nya regimen började snabbt förfölja den brasilianska vänstern. Representanter för bondeligorna, fackföreningarna och politiska studentföreningar arresterades och tortyr förekom. I juni 1964 skapades Serviço Nacional de Informações, (SNI), den nationella informationsbyrån som blev den byrå som ansvarade för repressionen, tortyren, dödsskjutningar och fängslade som dog under oklara omständigheter.
Under sina drygt tjugo år vid makten satt det alltid en general på presidentposten men denne hade inte makt nog att tvinga sig kvar på posten utan byttes regelbundet ut. Och även om regimen var hård var det inte tal om en fascistisk diktatur - inget försök gjordes att mobilisera människor för att stödja regimen och en viss opposition tilläts i det enda oppositionspartiet. Kongressen godkände regimens politik men den upplöstes aldrig. Fackföreningarna tilläts vara kvar även om många fackföreningsledare förföljdes.
Regimen tog från början krafttag för att reda upp den brasilianska ekonomin. För att göra det sänkte man lönerna, drog in subventionerna för mjöl och bensin och effektiviserade skatteindrivningen. Man såg också till att skulder till staten räknades upp i takt med inflationen, reformerade anställningsskyddet och omöjliggjorde strejker. Man införde också åtgärder för att gynna utländska företag som ville investera i landet samt såg till att exporten ökade. Eftersom regimen inte behövde ta politiska hänsyn i samma omfattning som en demokratisk regering kunde man genomföra åtgärder som annars hade varit omöjliga och resultatet blev en minskad inflation och minskat underskott i statsbudgeten.

### Auktoritärt styre
I oktober 1965 genomfördes val i 11 delstater och trots regimens motåtgärder lyckades Partido Social Democrático (PSD) vinna guvernörsposten i två delstater, Guanabara (regionen Rio de Janeiro) och i Minas Gerais. Inom den hårdföra gruppen av officerare var ilskan stor och 24 dagar efter valet utfärdades ännu ett dekret som upplöste alla politiska partier och ersatte dem med två: ett officiellt regeringsparti, Aliança Renovadora Nacional (ARENA) och ett officiellt oppositionsparti, Movimento Democrático Brasileiro (MDB).
Efter att ha gett Brasilien ännu en konstitution avgick Castelo Branco den 15 mars 1967 och kongressen valde istället den tidigare arméministern, General Costa e Silva. Denne inledde reformer på arbetsmarknaden men händelserna under 1968 avbröt de stapplande stegen mot en liberalisering. I mars 1968 dödades en student vid en demonstration i Rio de Janeiro av militärpolisen. I april utbröt vilda strejker i Minas Gerais och under sommaren blev demonstrationer allt vanligare. Den politiska atmosfären blev allt mer laddad och hårdföra officerare beklagade att regimen tillät en så omfattande opposition. Det som fick droppen att rinna över var ett tal av en kongressledamot från Rio de Janeiro som uppmanade Brasiliens kvinnor att låta sig inspireras av Aristofanes Lysistrate och inte ha sex med någon som tillhörde försvaret. Regeringen krävde då att ledamotens parlamentariska immunitet skulle upphävas men när kongressen vägrade detta utfärdade presidenten den 13 december 1968 ett dekret som upplöste kongressen.
Med detta dekret tog den hårdföra gruppen av militärer kontrollen. Konstitutionen från 1967 sattes delvis ur spel, oliktänkande började åter förföljas och för första gången infördes presscensur. Inom oppositionen bildades beväpnade grupper och stadsgerillor som med vapen i hand försökte bekämpa regimen. Under 1969 började beväpnade vänstergerillor att råna banker men det som fick den största uppmärksamheten var kidnappningen av USA:s ambassadör Burke Elbrick. Ambassadören byttes mot 15 politiska fångar som flögs till Mexiko.
Efter att Costa e Silva drabbats av stroke valdes den 25 oktober 1969 generalen Médici till ny president. Genom att med alla medel bekämpa gerillan var dessa så gott som borta några år in på 1970-talet. De goda tiderna innebar ett ökat välstånd för många grupper och dessa godtog militärregimen som ett nödvändigt ont. Arbete, bostad och en ny TV på kredit var lätt att skaffa för många människor i storstäderna när bilfabrikerna, den kemiska industrin och tillverkningsindustrin hade goda tider.
Regimens ekonomiska politik hade lyckats hålla inflationen nere samtidigt som ekonomin växte kraftigt, hela 11,2 procent 1968. Särskilt bilindustrin växte kraftigt tack vare investeringar från General Motors, Ford och Chrysler. Men Brasilien blev också känt för den stora lönespridningen - 52 procent av befolkningen tjänade mindre än minimilönen. Den brasilianska ekonomin sades också vara ett exempel på rovkapitalism: stora projekt som motorvägen genom Amazonas eller vattenkraftverk byggdes utan hänsyn till miljön eller befolkningen på plats.

### Försiktig liberalisering
På presidentposten avlöstes Médici av general Ernesto Geisel den 15 mars 1974. Geisel tillhörde inte den hårda linjens män. Han hade för avsikt att föra en politik som försiktigt skulle liberalisera samhället utan att militären skulle tappa kontrollen över utvecklingen. Han lättade på presscensuren men han förde också en hård kampanj mot kommunistiska PCB. Under kongressvalet i november 1974 gick det oväntat bra för oppositionspartiet MDB. I senatsvalet 1978 fick MDB 57 procent av rösterna. MDB hade då blivit partiet för samhälleligt missnöje med grupper från kyrkan, studenter, fackföreningarna mm.
Effekterna av den första oljeprischocken 1973 lyckades landet möta genom att satsa på inhemsk oljeutvinning samt utveckling av motorer som drevs av alkohol istället för bensin eller diesel. Genom importsubstitution skulle landet självt tillverka eller utvinna råvaror som olja, stål, aluminium och gödningsmedel. För att klara det energibehov som krävdes satsade man på kärnkraft och vattenkraft, till exempel den enorma vattenkraftverket Itaipu i Paranáfloden mellan Brasilien och Paraguay. Investeringarna betalades genom utlandslån. Under Geisel växte BNP med i medeltal 6,7 procent under 1974–1978 medan inflation blev i medeltal 37,9 procent samma period.
Den 14 oktober 1978 valdes general Figueiredo till ny president. Figueiredo försökte föra en återhållsam ekonomisk politik men oljeprischocken 1979 gjorde utsikterna dystra. Under andra halvan av 1970-talet fick fackförbunden allt större betydelse, delvis på grund av det stora antalet industriarbetare runt São Paulo och både 1978 och 1979 utbröt strejker, arrangerade bland annat av den senare presidenten Lula da Silva. Brasilien drabbades av stagflation: BNP minskade men trots det höll sig inflationen strax under 100 procent per år. Till slut, i februari 1983, var Brasilien tvunget att vända sig till IMF efter att valutareserven tagit slut. IMF krävde i gengäld åtgärder mot budgetunderskottet. Tack vare ökad export och minskade oljepriser kunde Brasilien ta sig ur konjunktursvackan. Men inflationen fortsatte att vara ett problem och uppgick till 223 procent för 1984.

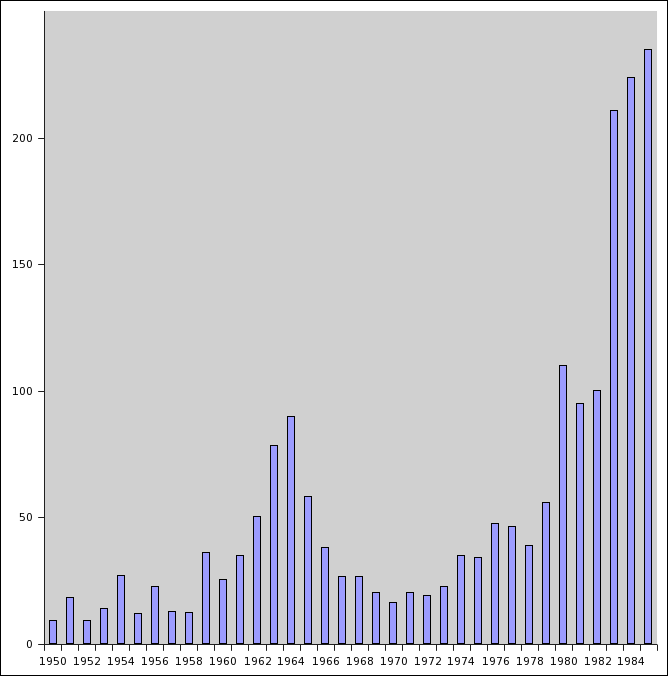
Brasiliens inflation 1950–1985.

Figueiredo fortsatte den försiktiga liberaliseringen, bland annat genomdrev han en lag om amnesti som gällde både de som hade flytt utomlands och de som var ansvariga för tortyr, försvinnanden, övergrepp mm. Från december 1979 tilläts också andra partier än de två officiella. Det regimen närstående ARENA bytte namn till Partido Democrático Social (PDS) medan MDB bytte till PMDB. Av grupper nära fackförbunden bildades Partido dos Trabalhadores (PT). En fraktion bröt sig ur PDS och bildade 1984 Partido da Frente Liberal (PFL).
Vid det indirekta presidentvalet den 15 januari 1985 valdes Tancredo Neves till president, stödd av PFL och PMDB. Neves hade varit justitieminister under Vargas på 1950-talet och statsminister under Goulart. Med honom blev en civil för första gången på 20 år Brasiliens president.

## Demokrati efter 1985
Förväntningarna var alltså skyhöga på Brasiliens första demokratiskt valda president men Neves fick aldrig tillfälle att uppfylla dessa. Under tiden mellan presidentvalet och tillträdet stod det klart att Neves var svårt sjuk. När dagen kom för att installeras som president, den 15 mars 1985, drabbades Neves istället av svåra magsmärtor och kördes i ilfart till ett militärsjukhus. Medan Neves låg på operationsbordet tog istället vicepresidenten José Sarney över presidentposten. Trots att Neves genomgick flera operationer på Brasiliens bästa sjukhus den närmaste månaden dog han den 21 april. Man kan tala om en chock för hela Brasilien vid dödsbudet och två miljoner människor samlades på gatorna i São Paulo vid Neves begravning.

### Ekonomisk kris under Sarney
Vicepresident Sarney, ledare för det borgerliga PDS, tog över presidentposten. Sarneys främsta uppgift blev att ordna upp den svaga ekonomin. Statsskulden var enorm samtidigt som inflation nådde nya rekordnivåer. Med hjälp av en grupp unga ekonomer lade han fram Cruzado-planen som bytte ut valutan cruzeiro mot en ny, cruzado, i februari 1986. Pris- och lönestopp infördes samtidigt som valutakursen låstes. Därefter ökade alla löner med 20 procent. Till en början verkade planen fungera och inflationen föll till 2 procent i månaden men snart var ekonomin överhettad när hushållen började handla och arbetsgivarna började höja lönerna. Den låste växelkursen ledde till att valutan stärktes och importen ökade. Tidigare hade Brasiliens överskott i betalningsbalansen gjort det möjligt att betala av på utlandsskulden men nu fick den kraftiga ökningen av konsumtionen överskottet att förvandlas till ett underskott.
Cruzado-planen hade blivit en i raden av misslyckade åtgärdsprogram i november 1986 och den minskande valutareserven ledde till att Brasilien införde ett moratorium på betalning av räntor på statsskulden till utländska banker. Inflationen skenade iväg och slutade på 1 038 procent för år 1988. Den dåliga ekonomin hade delvis sin grund i att regeringar ända sedan 1960-talet satsat på importsubstitution. Genom att skydda den brasilianska industrin från import hade denna blivit ineffektiv och slösaktig. Brasilien hade till exempel byggt upp en inhemsk datorindustri som tillverkade dyra omoderna datorer samtidigt som import av datorer förbjudits.

### Korruption med Collor de Mello
År 1989 var det dags för presidentval igen och de två huvudkandidaterna var PT:s Luís Inácio Lula da Silva (Lula) och Fernando Collor de Mello. Medan Lulas kampanj handlade om att komma tillrätta med de sociala problemen lovade Collor de Mello att föra en nyliberal ekonomisk politik och dra ned på de offentliga utgifterna och bekämpa korruptionen - trots att han kom från en familj och en politisk kultur där korruption var vardagsmat. Collor de Mello vann valet med 42,7 procent av rösterna mot Lulas 37,8 procent.
Collor de Mello satte även han igång med ett åtgärdsprogram. Inflationen närmade sig 100 procent i månaden och regeringen satte in en chockbehandling. Alla uttag från sparkonton stoppades samtidigt som ett prisstopp infördes och löner höjdes inte längre i takt med inflationen. Höga tullnivåer som skyddade den brasilianska industrin sänktes till nivåer jämförbara med grannländernas. Tidigare hade tusentals människor fått lättskötta offentliga jobb som följd av patron-klientkulturen och dessa sparkades nu. Collor de Mello förklarade också att han tänkte privatisera de statliga företagen.
Han fick dock allt svårare att styra landet när en stor korruptionsskandal bröt ut under våren 1992. I kongressen började man diskutera ett åtal mot presidenten och på gatorna demonstrerade folk mot korruptionen. Den 29 september 1992 röstade deputeradekammaren för ett riksrättsåtal mot presidenten. Stormningen av Carandiru i oktober var inte heller populär. Den 29 december avgick Collor de Mello från presidentposten men några timmar senare röstade Senaten för att han var skyldig och tog ifrån honom hans politiska rättigheter för åtta år.

### Bättre tider under Franco
Än en gång fick en så gott som okänd vicepresident ta över. Itamar Franco hade gett intrycket av att vara en blek figur och det stod snart klart att han hellre skyllde de ekonomiska problemen på någon grupp än gjorde något åt dem. Inflationen nådde ett rekord med 2 489 procent under 1993 vilket omöjliggjorde all ekonomisk planering för den vanliga medborgaren. Men i början av 1994 blev Fernando Henrique Cardoso finansminister och denne sjösatte ett stabiliseringsprogram. I gruppen runt Cardoso hade man studerat Cruzado-planen och visste vilka misstag man hade gjort då. Det nya programmet, Plano Real, införde ännu en gång en ny valuta, real. För att visa att regeringen tänkte bekämpa inflationen infördes mynt - tidigare hade den kraftiga inflationen gjort mynt oanvändbara mycket snabbt. Genom att gynna importen kunde man hålla inflationen nere men för att undvika en överhettning höjdes räntorna. Framgången berodde också på en bra skörd och en ökad export. Inflationen minskade från 913 procent 1994 till 19 procent 1995. BNP ökade ordentligt. Centralbanken införde kreditregleringar för att undvika överhettning till följd av ökande privat konsumtion.

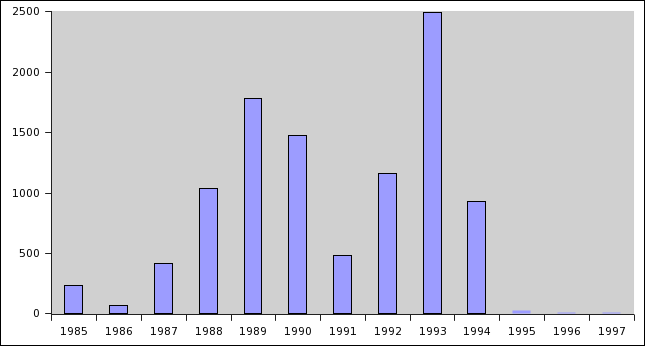
Brasiliens inflation 1985-1997.

Framgången med ekonomin var förmodligen utslagsgivande när Cardoso vann presidentvalet hösten 1994. Oppositionen, särskilt PT ledd av Lula, hade avfärdat planen och menat att den skulle förvärra det ekonomiska läget. PT ledde också i början av presidentvalskampanjen men i takt med att ekonomin förbättrades förbättrades opinionssiffrorna för Cardoso som vann valet redan i första omgången med 54 procent av rösterna.

### Fernando Henrique Cardoso
Fernando Henrique Cardoso tog över på presidentposten den 1 januari 1995 och förde under sin tid en politik som var en fortsättning på Plano Real. Statsbudgeten hade alltid använts för att politiker skulle kunna gynna sina favoritprojekt men när Cardoso signalerade att det fick vara slut på budgetunderskotten fick han mäktiga krafter emot sig. Cardoso fortsatte också trots motstånd att sälja ut statliga företag. Åt de skriande sociala orättvisorna fanns det inte mycket Cardoso kunde eller ville göra. Cardoso ändrade också konstitutionen så att han kunde ställa upp för ytterligare en period och han vann presidentvalet 1998.

### Lula da Silva

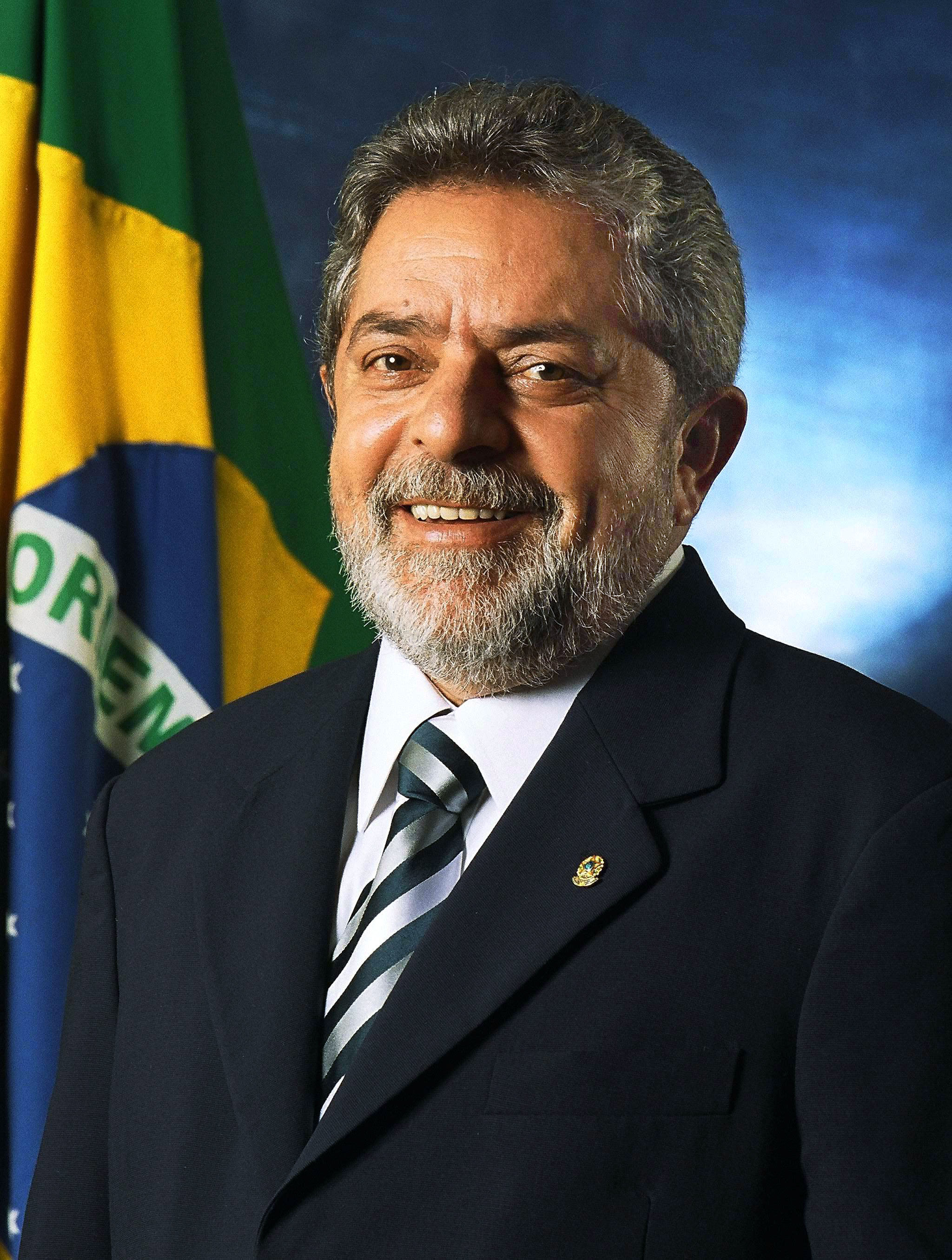
Lula da Silva.

Den 1 januari 2003 valdes Luís Inácio Lula da Silva från PT till Brasiliens president. Lula har en bakgrund från fackföreningsrörelsen i São Paulo. I samband med presidentvalet förväntades Lula att överlag fortsätta den ekonomiska politik som förts av hans föregångare Under sin första mandatperiod satsades pengar på programmet Bolsa familia, ett socialt program som betalar ekonomiskt stöd till barnfamiljer där mödrarna deltar i mödravård och minderåriga barn går i skolan. Andra program satsade pengar på att elektrifiera landsbygden, ordna vattenförsörjning och genom lagstiftning höjdes minimilönen. Överföringar till låginkomsttagare har pekats ut som orsak till Brasiliens ekonomiska tillväxt, i genomsnitt 4,5 procent per år.
Lula och regeringen har dock kritiserats för att vara korrumperade; för att betala oppositionens kongressledamöter för att stödja presidenten och för att höga tjänstemän tar emot mutor. Presidenten själv har hävdat att han inte kände till något. I juni 2006 proklamerade Lula att han ställde upp för omval i presidentvalet. Trots de ekonomiska skandalerna vann han över Geraldo Alckmin, den starkaste motkandidaten, med 46,7 procent av rösterna. Lula avgick som president den 1 januari 2010.[källa behövs]

### Dilma Rousseff
Den 1 januari 2011 tillträdde Dilma Rousseff som Brasiliens första kvinnliga president, efter att ha vunnit valet den 31 oktober 2010. Hon var tidigare landets energiminister (2003–2005) och tjänstgjorde som presidenten Lula da Silvas stabschef 2005–2010. Dessförinnan hade hon varit med i en geurillagrupp och därför fängslats. [källa behövs] Som socialist och utbildad ekonom försökte hon förbättra situationen för landets många fattiga, samtidigt som hon sade sig vilja bekämpa korruption och skatteflykt. Hon stängdes av från posten efter korruption, men avsattes formellt för att ha brutit mot budgetramarna. 

### Michel Temer
Den 12 maj 2016 fick Michel Temer överta posten som president efter att Dilma Rousseff hade stängts av från presidentposten. Temer svors in officiellt som president den 31 augusti 2016.

### Jair Bolsonaro
På nyårsdagen 2019  blev högernationalisten Jair Bolsonaro Brasiliens ny president. Både under valkampanjen och tidigare i sin karriär hade  Bolsonaro gjort en lång rad kvinnofientliga, homofobiska och rasistiska uttalanden. Hans hårda retorik mot medier görde att han jämförts med USA:s president Donald Trump, som han beundrar.
President Jair Bolsonaros auktoritära ledarskap och hans kaotiska respons på coronaviruset väcker ilska. Bolsonaro, som tog över makten i januari 2019 har blivit skarpt kritiserad för att tona ner allvaret i den pågående pandemin. Högerpopulist Jair Bolsonaro har militär bakgrund och försvarar militäregimen som hade makten under åren 1964-1985.